# ЛГБТ жаргон
За разлика от английското понятие за ЛГБТ жаргон, който има смисъла на улично говорене на ЛГБТ общността, на бълграски ЛГБТ жаргонът има две измерения: отново улично говорене, но и научен жаргон, термини, които наименуват денотатите в ЛГБТ и по този начин са част от науките за ЛГБТ, куиър науките и науките за пола и рода.
В българския ЛГБТ жаргон, тъй като неговите употреби са непознати за хетеросексуалните, които не се занимават с феминизъм (където са налични част от понятията), половите и куиър изследвания, и въобще ЛГБТ наука и изследвания, наименованията, които са типични за ЛГБТ без да имат смисъла на английски жаргон стават социален или много тясно научен диалект в България. Тук, естествено, има и чисто жаргонови употреби от типа „кучко“ (между двама трансджендъри), които биха били от интерес за социолингвистиката.
В действителност, тази ситуация, в която чуждата терминология е общностен жаргон е точно обратното на развитието на джендър и ЛГБТ терминологията в английски.
В английския език, много термини от уличния жаргон стават част от общата лексика. Пример за това е думата драг. Английският уличен жаргон е много по-богат и разнообразен (и извън ЛГБТ) и той има множество употреби и думи, като много от думите в английския ЛГБТ жаргон не са се запазили и изобщо не са преминали в общата и терминологична лексика.
|  | Тази страница частично или изцяло представлява превод на страницата LGBT slang в Уикипедия на английски. Оригиналният текст, както и този превод, са защитени от Лиценза „Криейтив Комънс – Признание – Споделяне на споделеното“, а за съдържание, създадено преди юни 2009 година – от Лиценза за свободна документация на ГНУ. Прегледайте историята на редакциите на оригиналната страница, както и на преводната страница, за да видите списъка на съавторите. ВАЖНО: Този шаблон се отнася единствено до авторските права върху съдържанието на статията. Добавянето му не отменя изискването да се посочват конкретни източници на твърденията, които да бъдат благонадеждни. |